# 五能線 (水森かおりの曲)
「五能線」（ごのうせん）は、2005年4月6日に発売された水森かおりの13枚目のシングル。

## 解説
- 水森は本楽曲で、第47回日本レコード大賞・最優秀歌唱賞を受賞。さらに、3年連続3回目の出場となった2005年末の『第56回NHK紅白歌合戦』においても、本楽曲を歌唱した。

## 収録曲
1. 五能線（4分36秒）
作詞：木下龍太郎／作曲：弦哲也／編曲：前田俊明
2. 五能線（オリジナルカラオケ）
3. 五能線（一般用カラオケ）
4. 野尻湖ひとり（4分24秒）
作詞：木下龍太郎／作曲：弦哲也／編曲：前田俊明
5. 野尻湖ひとり（オリジナルカラオケ）
6. 野尻湖ひとり（一般用カラオケ）